# Verner Korsbäck

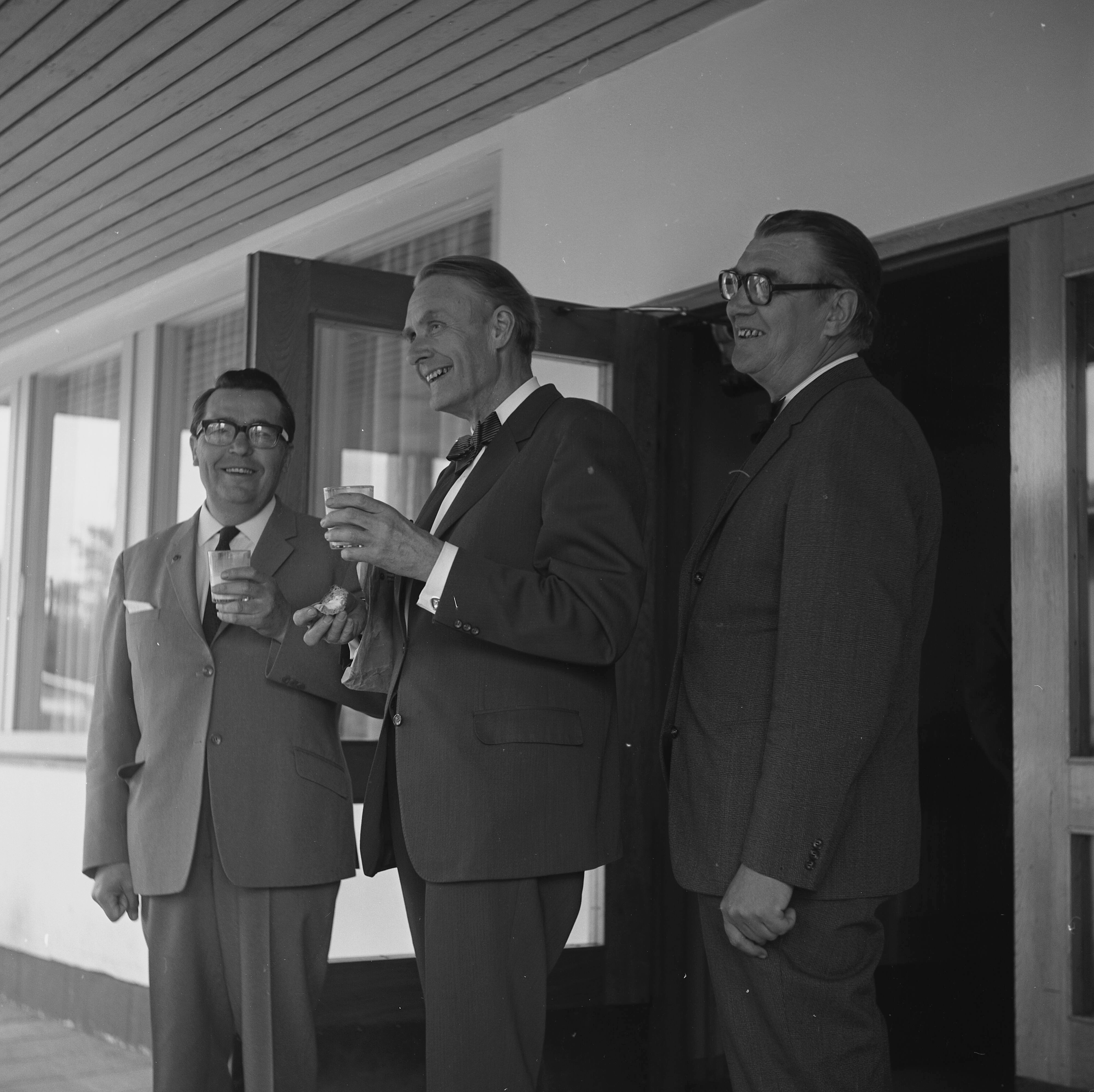
Verner Korsbäck (t.v.) år 1971.

Verner Valentin Korsbäck, till 1921 Henriksson, född 25 oktober 1910 i Korsnäs, död 25 mars 1981 i Vasa, var en finländsk politiker.
Korsbäck blev agronomie- och forstkandidat 1941. Han tjänstgjorde 1940–1948 vid olika lantbrukarorganisationer och satt i riksdagen 1948–1972 (Svenska folkpartiet), invald tack vare det solida politiska förtroende han åtnjöt bland de österbottniska småbrukarna. Inom partiet som helhet var han dock en omstridd gestalt. Korsbäck var elektor vid flera presidentval och utpekades av samtiden som den som 1956 avgav den avgörande 151:a rösten och därmed avgjorde valet till Urho Kekkonens fördel. Han var andre lantbruksminister 1962–1963. 